# 申東源
申 東源（シン・ドンウォン、1986年12月12日 - ）は、ジャパンラグビーリーグワン宗像サニックスブルースに所属するラグビー選手。

## プロフィール
- 韓国出身[1]。
- ポジションはプロップ(PR)。
- 身長 181 cm、体重 107 kg
- ニックネームはドンチャン。
- 韓国代表に選ばれたことがある[2]。

## 来歴
13歳からラグビーを始めた。
クライストチャーチボーイズ高校、ハイスクールオールドボーイズを経て、2008年、福岡サニックスブルース（現・宗像サニックスブルース）に加入。同年9月6日に行われたジャパンラグビートップリーグ第1節の日本IBMビッグブルー戦に先発出場で日本での公式戦初出場を果たした。
2013年、サントリーサンゴリアス(現・東京サントリーサンゴリアス)に加入。
2014年、近鉄ライナーズ(現・花園近鉄ライナーズ)に加入。
2015年、宗像サニックスブルースに加入。